# Patrocinio González Garrido
José Patrocinio González-Blanco Garrido (Paraíso, Chiapas; 18 de mayo de 1934 - Cancún, Quintana Roo; 30 de noviembre de 2021) fue un político mexicano. Fue Gobernador de Chiapas y Secretario de Gobernación inmediatamente antes y durante el inicio de la insurrección del Ejército Zapatista de Liberación Nacional en Chiapas.

## Biografía

### Familia y estudios
Nació el 18 de mayo de 1934 en la población de Paraíso, municipio de Catazajá, al extremo norte del estado de Chiapas. Fue el primer hijo de Salomón González Blanco, quien sería ministro de la Suprema Corte de Justicia de la Nación, secretario del Trabajo y Previsión Social durante los gobiernos de Adolfo López Mateos y Gustavo Díaz Ordaz y gobernador de Chiapas; y de su esposa Josefa Garrido Canabal, hermana del revolucionario y gobernador de Tabasco, Tomás Garrido Canabal. En 1960 contrajo matrimonio con Patricia Ortiz Mena Salinas, hija de Antonio Ortiz Mena, en ese momento titular de la Secretaría de Hacienda y Crédito Público, y con quien tuvo cuatro hijos, la menor de las cuales es Josefa González-Blanco Ortiz-Mena, quien se desempeñó como secretaría de Medio Ambiente y Recursos Naturales de 2018 a 2019 y embajadora de México en Reino Unido a partir de 2021, ambos en el gobierno de Andrés Manuel López Obrador.
Desde muy pequeño y debido al trabajo de su padre, se trasladó a vivir a la Ciudad de México, donde cursó primaria y secundaria en el Instituto México y posteriormente ingresó en la Escuela Nacional Preparatoria número 1  y luego en 1952 en la Facultad de Derecho de la Universidad Nacional Autónoma de México, concluyendo sus estudios en 1956 al titularse como licenciado en Derecho con la tesis «El contrato colectivo obligatorio y los conflictos de órden económico». De 1956 a 1960 estudió en el Trinity Hall de la Universidad de Cambridge en el Reino Unido, donde cursó estudios de maestría en Derecho y Economía.

### Carrera política
Durante sus estudios tanto de preparatoria como profesionales, destacó como líder estudiantil, iniciando así su carrera política; siendo presidente de su generación, fungiendo como vicepresidente Miguel de la Madrid Hurtado. Miembro del PRI desde 1952, a su retorno de Cambridge ocupó los cargos de delegado de la Secretaría de Hacienda en 1961 y secretario de la Junta directiva del Instituto de Seguridad y Servicios Sociales de los Trabajadores del Estado (ISSSTE) de 1961 a 1962. Entre 1962 y 1964 fue subdirector y luego director de Inversión Pública en la entonces Secretaría de la Presidencia. Este último cargo lo tuvo siendo titular de dicha secretaría Donato Miranda Fonseca, quien junto con el titular de Gobernación, Gustavo Díaz Ordaz, aspiraban a la candidatura del PRI a presidente de México para suceder a Adolfo López Mateos; Patrocino González fue partidario de Miranda, por lo que al ser postulado Díaz Ordaz, no recibió cargos importantes durante su administración.
De 1965 a 1967 fue subgerente de la Lotería Nacional para la Asistencia Pública, y este último año fue postulado a su primer cargo de elección popular, siendo electo diputado federal por el Distrito 6 de Chiapas a la XLVII Legislatura. En dicha legislatura fue coordinador de la diputación chiapaneca y miembro de la Gran Comisión de la Cámara, concluyendo su encargo en 1970.
En 1970 asumió el cargo de secretario general del gobierno del Distrito Federal, siendo titular del mismo Alfonso Martínez Domínguez. Al ocurrir la denominada matanza del jueves de Corpus el 10 de junio de 1971, que causó la renuncia de Martínez Domínguez al cargo, Patrocinio González Garrido renunció en solidaridad con él, en protesta con el entonces presidente Luis Echeverría Álvarez, por lo que se retiró de los cargos públicos y ocupó de 1973 a 1977 el cargo de director de la Escuela de Derecho de la Universidad Anáhuac.
En 1977, al asumir el nuevo presidente José López Portillo, retornó a los cargos públicos, siendo delegado en Miguel Hidalgo y luego director general de la Comisión de Desarrollo Urbano del Distrito Federal, hasta terminar el gobierno en 1982. Aspirante a la gubernatura de su estado, no logró la candidatura del PRI en 1982, que correspondió al general Absalón Castellanos Domínguez; en cambio Patrocinio fue postulado candidato a senador, gracias al apoyo del candidato presidencial Miguel de la Madrid, que había sido su compañero en la Facultura de Derecho. Fue electo senador por Chiapas para las Legislaturas LII y LIII que concluyeron en 1988. En el Senado fue represente de éste ante la entonces Comisión Federal Electoral y representó a México en el Parlamento Latinoamericano, encabezando su comisión política, y en la Unión Interparlamentaria, donde fue vicepresidente de la comisión de Derechos Humanos. Fue presidente del Senado en el mes de septiembre de 1987.

### Gobernador de Chiapas y secretario de Gobernación
Siendo senador por Chiapas, fue postulado candidato del PRI a la gubernatura de su estado en enero de 1988, rindiendo protesta como tel 20 de enero de ese año. Triunfó en el proceso electoral celebrado el 6 de julio de ese año —concurrente con las elecciones federales— al obtener un total de 525 744 votos, que equivalieron al 89.08 del total de los votos. Asumió la gubernatura el 8 de diciembre de 1988, asistiendo a su toma de posesión el presidente Carlos Salinas de Gortari.
Ha sido acusado varias veces por su forma autoritaria de gobernar y se le considera en parte causante de las condiciones que motivaron el alzamiento zapatista de enero de 1994, un año antes de esto en enero de 1993 el presidente Carlos Salinas de Gortari lo nombró Secretario de Gobernación para sustituir a Fernando Gutiérrez Barrios pero la situación ocurrida en Chiapas obligó a su destitución apenas una semana después del alzamiento, desde entonces se retiró de la política activa.

### Actividad posterior
El 13 de agosto de 2018, el Congreso del Estado de Chiapas le otorgó la medalla al mérito ambientalista "Miguel Álvarez del Toro", se la impuso en sesión solemne el Gobernador electo, Rutilo Cruz Escandón Cadenas y no el Gobernador Constitucional, Manuel Velasco Coello, tal y como marca la ley que da fundamento para la entrega de dicho galardón.
La medalla fue entregada en medio de protestas, principalmente de colectivos en defensa de los derechos de la comunidad LGBTTTI; lo acusaron de tener relación directa con el asesinato de varios integrantes de la comunidad, con los asesinatos de tres periodistas (Roberto Mancilla, Tito Gallegos y Alfredo Córdova Solórzano) y con el asesinato de líderes campesinos. También lo acusaron de tener relación con el encierro de curas, en los cuatro años que estuvo como gobernador.
Después de más de sesenta años de militancia, el 23 de diciembre de 2020 renunció a su pertenencia en el Partido Revolucionario Institucional, en protesta por la atizan anunciada por ese instituto político con el Partido Acción Nacional y el Partido de la Revolución Democrática.
Su última aparición pública fue el 18 de noviembre de 2021, cuando recibió de parte del ayuntamiento de Tuxtla Gutiérrez, la medalla "Joaquín Miguel Gutiérrez"; misma que le fue entregada por el presidente municipal Carlos Morales Vázquez y el gobernador Rutilio Escandón Cadenas; como en el caso del premio anterior, se registraron protestas en su contra por haberle sido entregado dicho reconocimiento.
Falleció en la ciudad de Cancún, Quintana Roo el 30 de noviembre de 2021 a causa de un cáncer.